# Грант (Алабама)
Грант (англ. Grant) — місто (англ. town) в США, в окрузі Маршалл штату Алабама. Населення — 1039 осіб (2020).

## Географія
Грант розташований за координатами 34°30′59″ пн. ш. 86°15′31″ зх. д. / 34.51639° пн. ш. 86.25861° зх. д. (34.516335, -86.258498).  За даними Бюро перепису населення США в 2010 році місто мало площу 4,63 км², з яких 4,62 км² — суходіл та 0,01 км² — водойми.

## Демографія
Згідно з переписом 2010 року, у місті мешкало 896 осіб у 341 домогосподарстві у складі 251 родини. Густота населення становила 194 особи/км².  Було 379 помешкань (82/км²).
Расовий склад населення:
| - 98,1 % — білих - 0,4 % — азіатів |

До двох чи більше рас належало 1,5 %. Частка іспаномовних становила 1,3 % від усіх жителів.
За віковим діапазоном населення розподілялося таким чином: 28,5 % — особи молодші 18 років, 58,0 % — особи у віці 18—64 років, 13,5 % — особи у віці 65 років та старші. Медіана віку мешканця становила 35,5 року. На 100 осіб жіночої статі у місті припадало 93,9 чоловіків;  на 100 жінок у віці від 18 років та старших — 90,8 чоловіків також старших 18 років.
Середній дохід на одне домашнє господарство  становив 69 625 доларів США (медіана — 55 000), а середній дохід на одну сім'ю — 76 623 долари (медіана — 70 250). За межею бідності перебувало 7,2 % осіб, у тому числі 12,7 % дітей у віці до 18 років та 3,7 % осіб у віці 65 років та старших.
Цивільне працевлаштоване населення становило 458 осіб. Основні галузі зайнятості: освіта, охорона здоров'я та соціальна допомога — 30,3 %, виробництво — 19,4 %, роздрібна торгівля — 11,1 %, науковці, спеціалісти, менеджери — 9,8 %.